# Mädchen mit Fischen

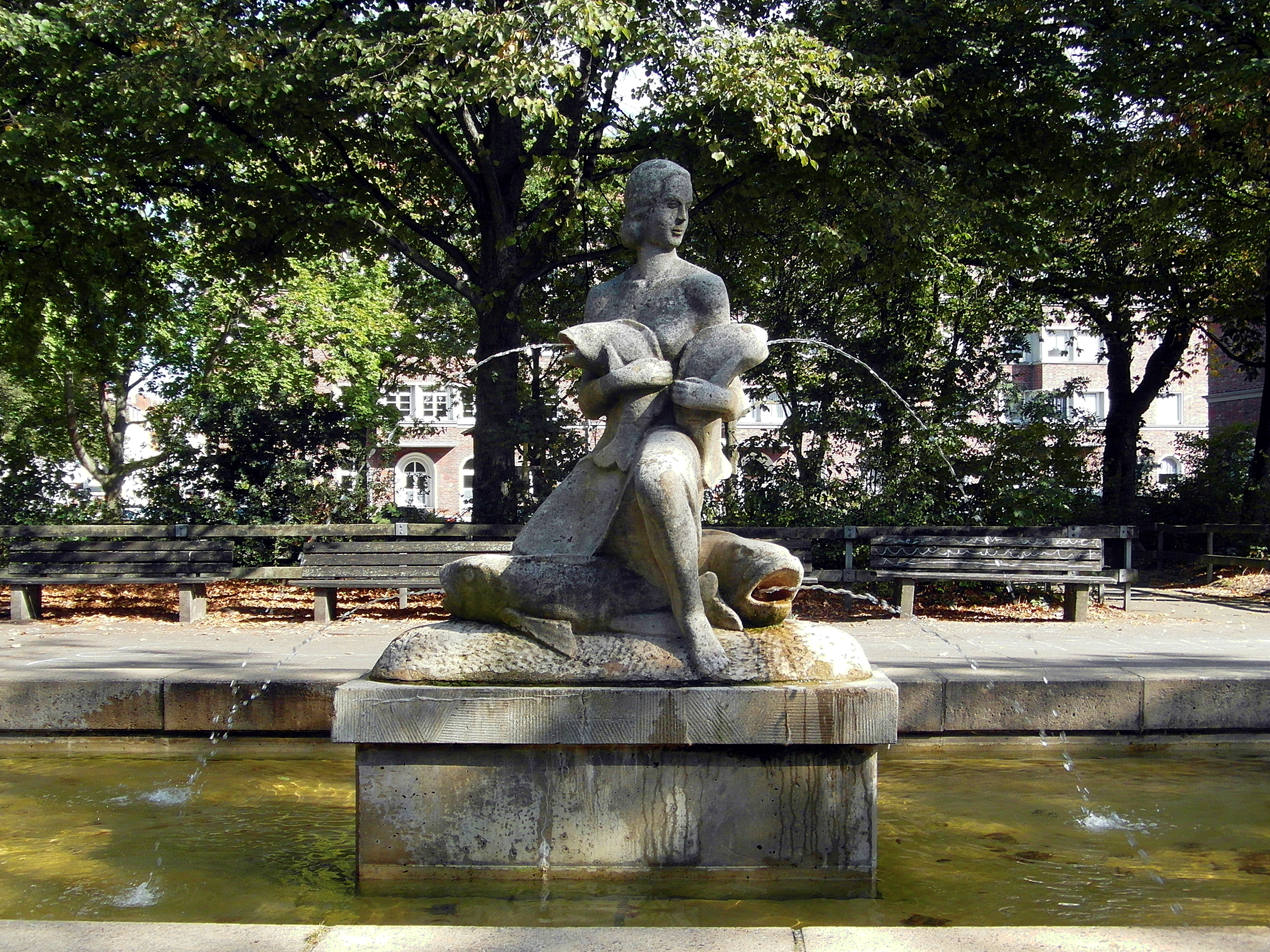
Das Mädchen mit wasserspeienden Fischen in den Armen und zu ihren Füßen

Mädchen mit Fischen, auch Fischbrunnen genannt, ist der Name eines Brunnens auf dem Friedrich-Ebert-Platz in Hannover, Stadtteil Ricklingen. Namensgeberin ist ein Mädchen mit vier wasserspeienden Fischen. Zwei davon hält sie in ihren Armen, zwei andere liegen ihr zu Füßen und speien jeweils einen Wasserstrahl aus.
Das aus Muschelkalk gehauene Standbild wurde „1929 von Vogelsang“, einem Schüler der damaligen Kunstgewerbe- und Handwerkerschule Hannover, nach einem Entwurf des Bildhauers Ludwig Vierthaler geschaffen und auf einem Postament im Zentrum eines rechteckigen Brunnenbeckens aufgestellt.
Der Brunnen diente der Ausschmückung und markiert zugleich das Zentrum der gepflasterten, von kleinen Grünflächen und Beeten aufgelockerten Freifläche des Friedrich-Ebert-Platzes.